# Dasypogon caffer
Dasypogon caffer är en tvåvingeart som först beskrevs av Christian Rudolph Wilhelm Wiedemann 1828.  Dasypogon caffer ingår i släktet Dasypogon och familjen rovflugor. Inga underarter finns listade i Catalogue of Life.